# 広島高速4号線
広島高速4号線（ひろしまこうそく4ごうせん）は、広島県広島市の中広出入口から沼田出入口へ至る広島高速道路の路線である。路線名は広島西風新都線。全長約4.9 km。

## 概要
西風新都と広島市中心部にある紙屋町とを約15分で結ぶ。畑峠の下を抜ける西風トンネル（せいふうトンネル）が路線のほとんど (3.9 km) を占める。
開通により、広島市中心部と山陽自動車道五日市インターチェンジ周辺の広島市北西部の連絡が向上された。また、国道54号や国道2号西広島バイパスなどの混雑緩和にも繋がっている。広島都市圏の道路交通における定時性や高速性も強化された。
西風新都においてはアストラムラインと並ぶ交通手段として期待されている。また、路線を山陽自動車道に新設されるJCTまで延伸させ、山陽自動車道と直接接続させる計画がある。

## 諸元
- 規格 : 第2種第2級（自動車専用道路）[1]
- 設計速度 : 60 km/h[1]
- 道路幅員 : 17 m（トンネル部）[1]
- 車線数 : 4車線[1]

## 接続高速道路
- E2 山陽自動車道（新設されるJCTで接続予定（計画中[2]））

## 出入口など
| 施設名                   | 接続路線名                                                              | 起点から (km) | 備考                                                |
| ------------------------ | ----------------------------------------------------------------------- | ------------- | --------------------------------------------------- |
| 中広出入口               | 東部線II期（計画検討路線） 南北線（計画検討路線） 中広宇品線 駅前観音線 | 0.0           |                                                     |
| 広島西大橋               | -                                                                       | ↓             | 長さ 476.5 m                                        |
| 西風トンネル             | -                                                                       | ↓             | 長さ 上り線・3874 m 下り線・3876 m（各々片側2車線） |
| 沼田出入口               | 西風新都中央線                                                          | 4.9           |                                                     |
| 広島高速道路（計画路線） |                                                                         |               |                                                     |
| JCT（名称未定）          | E2 山陽自動車道                                                         |               | 計画中                                              |

## 歴史
- 2001年（平成13年）10月2日 : 中広出入口 - 沼田出入口 (4.9 km)開通（完成4車線）。

## 交通量
24時間交通量（台）　道路交通センサス
| 区間                    | 平成17（2005）年度 | 平成22（2010）年度 | 平成27（2015）年度 | 令和3（2021）年度 |
| ----------------------- | ------------------ | ------------------ | ------------------ | ----------------- |
| 中広出入口 - 沼田出入口 | 15,229             | 18,121             | 17,800             | 16,510            |

（出典：「平成22年度道路交通センサス」・「平成27年度全国道路・街路交通情勢調査」・「令和3年度全国道路・街路交通情勢調査」（国土交通省ホームページ）より一部データを抜粋して作成）
- 令和2年度に実施予定だった交通量調査は、新型コロナウイルスの影響で延期された[4]。